# Вокер Мил (Мериленд)
Вокер Мил (енгл. Walker Mill) насељено је место без административног статуса у америчкој савезној држави Мериленд.

## Демографија
По попису из 2010. године број становника је 11.302, што је 198 (1,8%) становника више него 2000. године.
| Група             | 2000.          | 2010.          |
| Белци             | 255 (2,3%)     | 129 (1,1%)     |
| Афроамериканци    | 10.548 (95,0%) | 10.710 (94,8%) |
| Азијати           | 29 (0,3%)      | 42 (0,4%)      |
| Хиспаноамериканци | 100 (0,9%)     | 284 (2,5%)     |
| Укупно            | 11.104         | 11.302         |